# Humbertia
Humbertia,  monotipski biljni rod iz porodice slakovki smješten u vlastitu potporodicu Humbertioideae; nekad porodica Humbertiaceae. Jedina vrsta je Humbertia madagascariensis, to je drvo i uglavnom raste u sezonski suhom tropskom biomu. Izvorni areal ove vrste je Madagaskar; endem.
Opisan je u Encyclopédie Méthodique, Botanique 2: 356. 1786.

## Sinonimi
- Endrachium madagascariense (Lam.) J.F.Gmel.; Syst. 339 (1791)
- Humbertia aeviternia Comm. ex Lam.; Encyc. 2: 356 (1786)
- Smithia thouinia J.F.Gmel.; Syst. 388 (1791)
- Thouinia spectabilis Sm.; Ic. Ined. t. 7 (1789)